# Station Roma Ostiense
Station Roma Ostiense, ook wel Stazione Ostiense, is een treinstation gelegen op Piazza dei Partigiani in de wijk Ostiense van de Italiaanse hoofdstad Rome. Het station ligt op de weg naar Ostia, de haven van het oude Rome. 

## Geschiedenis

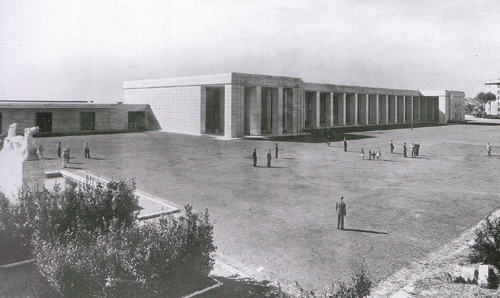
Stazione Ostiense in 1940

Station Roma Ostiense werd ontworpen door de Italiaanse architect Roberto Narducci en op 28 september 1940 officieel in gebruik genomen. 
Het station werd gebouwd in opdracht van Benito Mussolini, ter ontsluiting van de wijk EUR (Esposizione Universale di Roma). Deze wijk werd ontworpen als het nieuwe, ideale Rome van het fascisme. Het station werd ingehuldigd in mei 1938, ter ere van het bezoek van Adolf Hitler aan Italië. Omdat het project niet op tijd gereed was, bestond het gebouw ten tijde dit bezoek voornamelijk uit bordkarton bedekt met de vlaggen van beide bondgenoten. Het idee was om Hitler vanaf dit punt langs de nieuw aangelegde boulevards en Romeinse monumenten naar het paleis op de Quirinaal te brengen. Het bezoek van Hitler gebruikte Mussolini vooral om zijn vernieuwde Italië te tonen aan Europa.

## Beschrijving

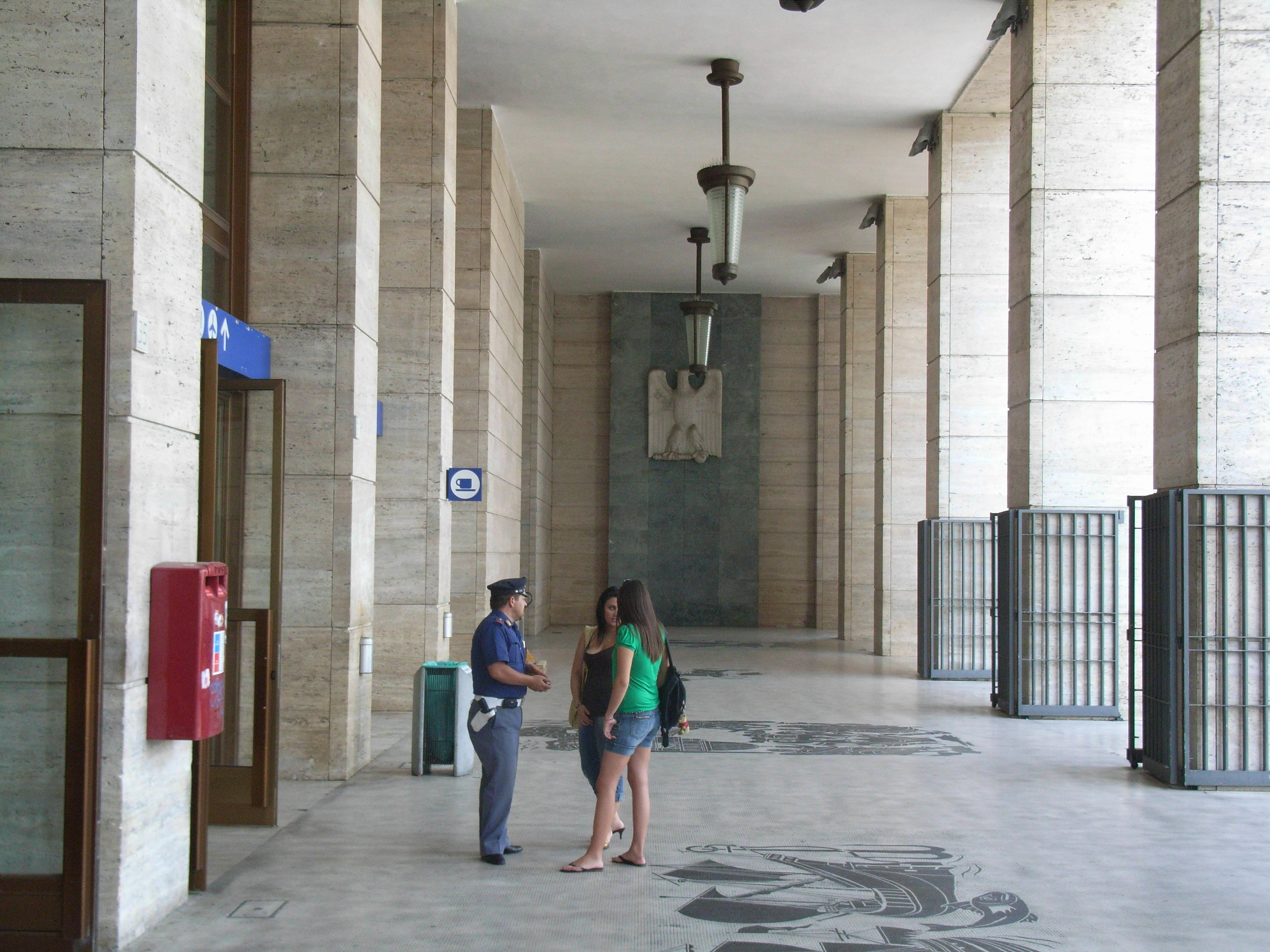
De entreehal van Station Roma Ostiense

De façade van het station, bestaande uit travertijn, bevat een groot reliëf van Francesco Nagni, die de mythologische figuren Bellerophon en Pegasus (beide symboliseren de snelheid) toont. De vele zwart-wit vloermozaïeken gaan terug op voorbeelden uit de Romeinse keizertijd, zoals in de thermen van Caracalla en Ostia Antica en zijn gemaakt naar ontwerp van Giulio Rosso en Maria Zaffuto. Ze geven verschillende thema's en legendes weer uit de geschiedenis van Rome.